# Calothyrza
Calothyrza – rodzaj chrząszczy z rodziny kózkowatych i podrodziny zgrzypikowych.

## Zasięg występowania
Przedstawiciele tego rodzaju występują w Afryce Subsaharyjskiej, na Półwyspie Indyjskim, w płd. Chinach oraz w Azji Południowo-Wschodniej.

## Systematyka
Do Calothyrza należą 4 gatunki:
- Calothyrza jardinei,
- Calothyrza margaritifera,
- Calothyrza pauli,
- Calothyrza sehestedtii.